# Eupelops subulatus
Eupelops subulatus är en kvalsterart som först beskrevs av Berlese 1916.  Eupelops subulatus ingår i släktet Eupelops och familjen Phenopelopidae. Inga underarter finns listade i Catalogue of Life.